# خوزه لوئیس والینته
خوزه لوئیس والینته (انگلیسی: José Luis Valiente؛ زادهٔ ۱۸ مهٔ ۱۹۹۱) بازیکن فوتبال اهل اسپانیا است.